# Jack Herer (variedad cannábica)

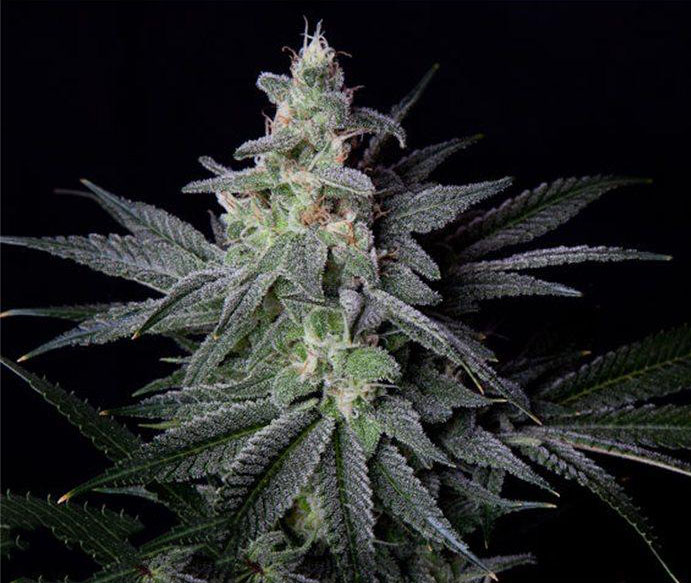
Cepa de la variedad Jack Herer

Jack Herer es una variedad de cannabis sativa híbrida múltiple, resultado de años de mejoras selectivas que, combina tres variedades.
Su nombre es un homenaje al activista estadounidense pro cannabis Jack Herer.
Según sus criadores, Jack Herer produce tanta resina de THC, (entre un 22 y un 24 %) que incluso sus ramas están cubiertas de tricomas. A pesar del interés de muchos cultivadores por saber qué variedades se utilizaron en esta hibridación, la decisión del banco de semillas que la obtuvo y la comercializa sigue siendo mantener la fórmula en absoluto secreto. Entre los consumidores de cannabis está considerada como una de las variedades de banco más exquisitas. Esta es una de la variedades más intensas del mundo.